# Leptobotia elongata
Leptobotia elongata és una espècie de peix de la família dels cobítids i de l'ordre dels cipriniformes.

## Morfologia
- Fa 50 cm de llargària màxima[3] i 3.000 g de pes.[4]
- Cos lleugerament marró grisenc i amb franges verticals o irregulars de color marró. Els costats del cap són de color marró groguenc.
- 3 parells de barbetes sensorials.
- Escates petites.
- Aletes pectorals i pèlviques curtes.[5]

## Reproducció
Té lloc entre el març i l'abril. Els ous són viscosos i s'adhereixen a les roques. Fins ara, la seua reproducció no ha estat possible en captivitat.

## Alimentació
És un depredador bentònic que es nodreix d'insectes, crustacis i peixets.

## Hàbitat i distribució geogràfica
És un peix d'aigua dolça (pH entre 6,5 i 7,5), demersal i de clima subtropical (22 °C-28 °C), el qual viu a Àsia: les conques superior i mitjana del riu Iang-Tsé a la Xina.

## Estat de conservació
Les seues poblacions s'han reduït dràsticament durant els darrers anys a causa de la degradació del seu hàbitat (especialment, les seus àrees de reproducció), la construcció de preses, l'erosió del sòl, la sobrepesca, el bloqueig de les seues rutes migratòries tradicionals i la contaminació de l'aigua al riu Iang-Tsé.

## Observacions
És inofensiu per als humans.